# Příluka
Příluka är en ort i Tjeckien.   Den ligger i regionen Pardubice, i den centrala delen av landet, 130 km öster om huvudstaden Prag. Příluka ligger 447 meter över havet och antalet invånare är 161.
Terrängen runt Příluka är huvudsakligen platt, men söderut är den kuperad. Runt Příluka är det ganska tätbefolkat, med 100 invånare per kvadratkilometer. Närmaste större samhälle är Vysoké Mýto, 9,8 km norr om Příluka. Trakten runt Příluka består till största delen av jordbruksmark.